# Logivox

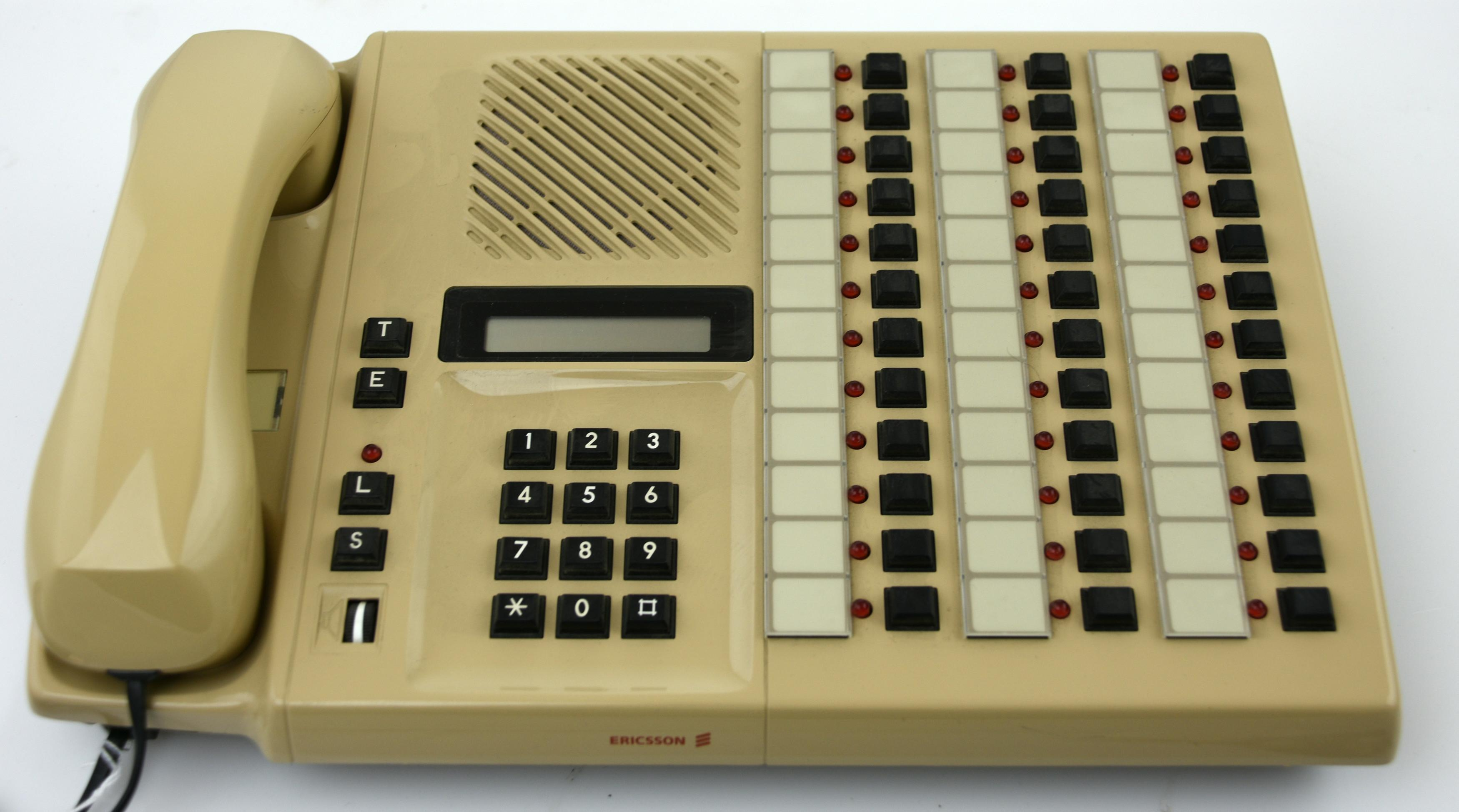
En Ericsson Logivox Courier 700 för MD110

Logivox var en telefon avsedd att användas tillsammans med telefonväxlar. Logivox utvecklades i början på 1980-talet och hade ett släktskap med den välkända telefonen Diavox. Luren på Logivox var också identisk med Diavox och själva knapparna på knappsatsen härstammade också från Diavox men där tog sedan de yttre likheterna slut. Logivox var istället en mycket bred telefon och ganska platt i formen. Logivox var försedd med bland annat en högtalarfunktion som gjorde att det gick att ringa utan att använda luren, istället hördes rösten till den man ringde i en högtalare och man kunde prata i telefonen från ett lite kortare avstånd och gå omkring i rummet. Logivox hade också ett flertal knappar som kunde användas för direktval till olika anknytningar inom växeln. De allra första Logivoxerna var i beige med svart lur men ganska snart ändrades detta till att hela telefonen blev vit och där även luren var vit. Den absolut vanligaste versionen av Logivox var i vitt. Logivox användes på kontor och på olika arbetsplatser. En Logivox var stor och klumpig och upptog ett stort utrymme på ett skrivbord. På den tiden kunde det ibland anses vara lite status att ha en stor telefon med ett lite imponerande utseende på ett skrivbord i ett kontor. Det klumpiga utförandet gav Logivox ibland ironiska öknamnet smidivox just för att den ansågs vara så osmidig.